# 伊斯坦布尔考古博物馆

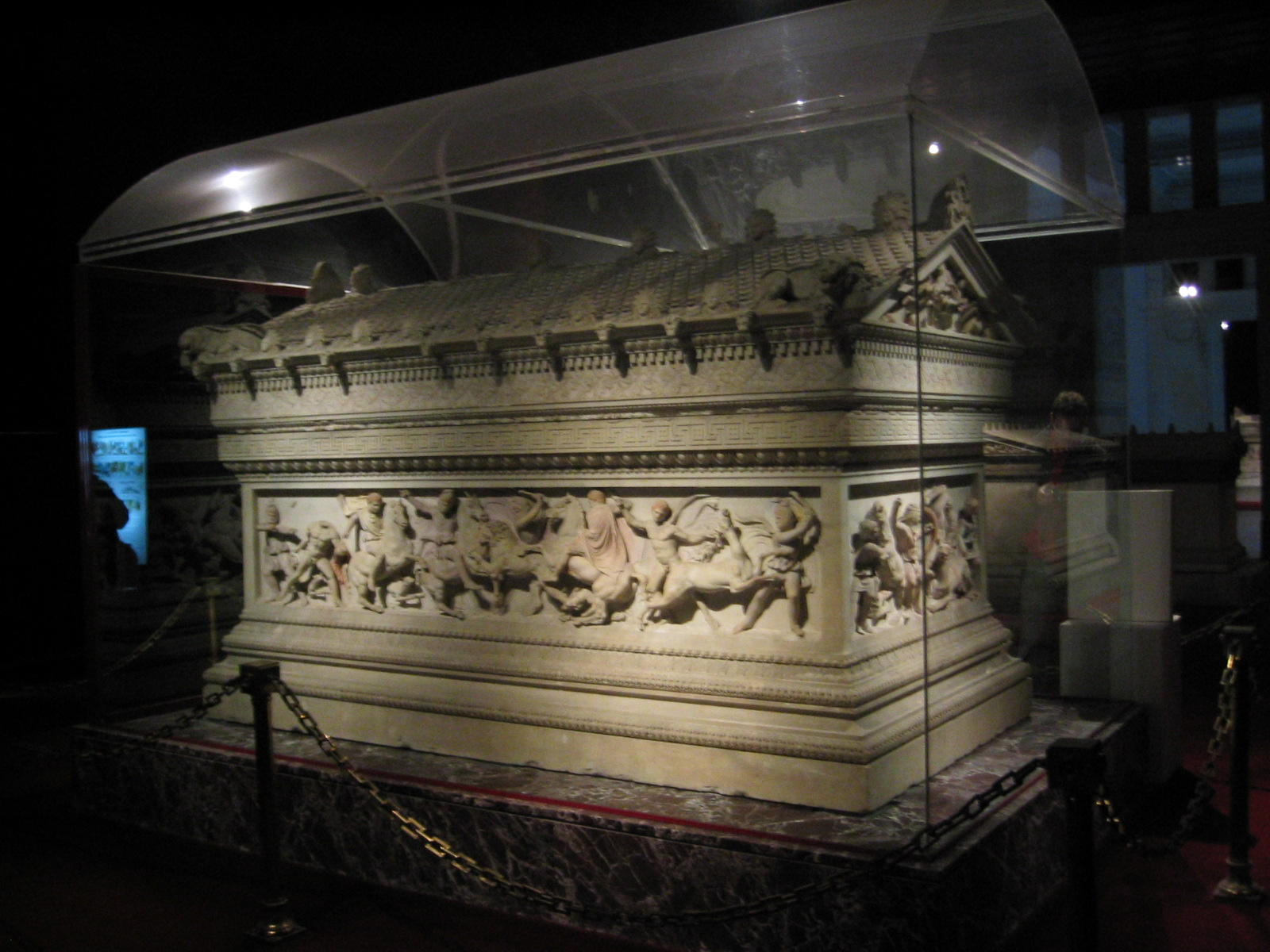
亚历山大石棺

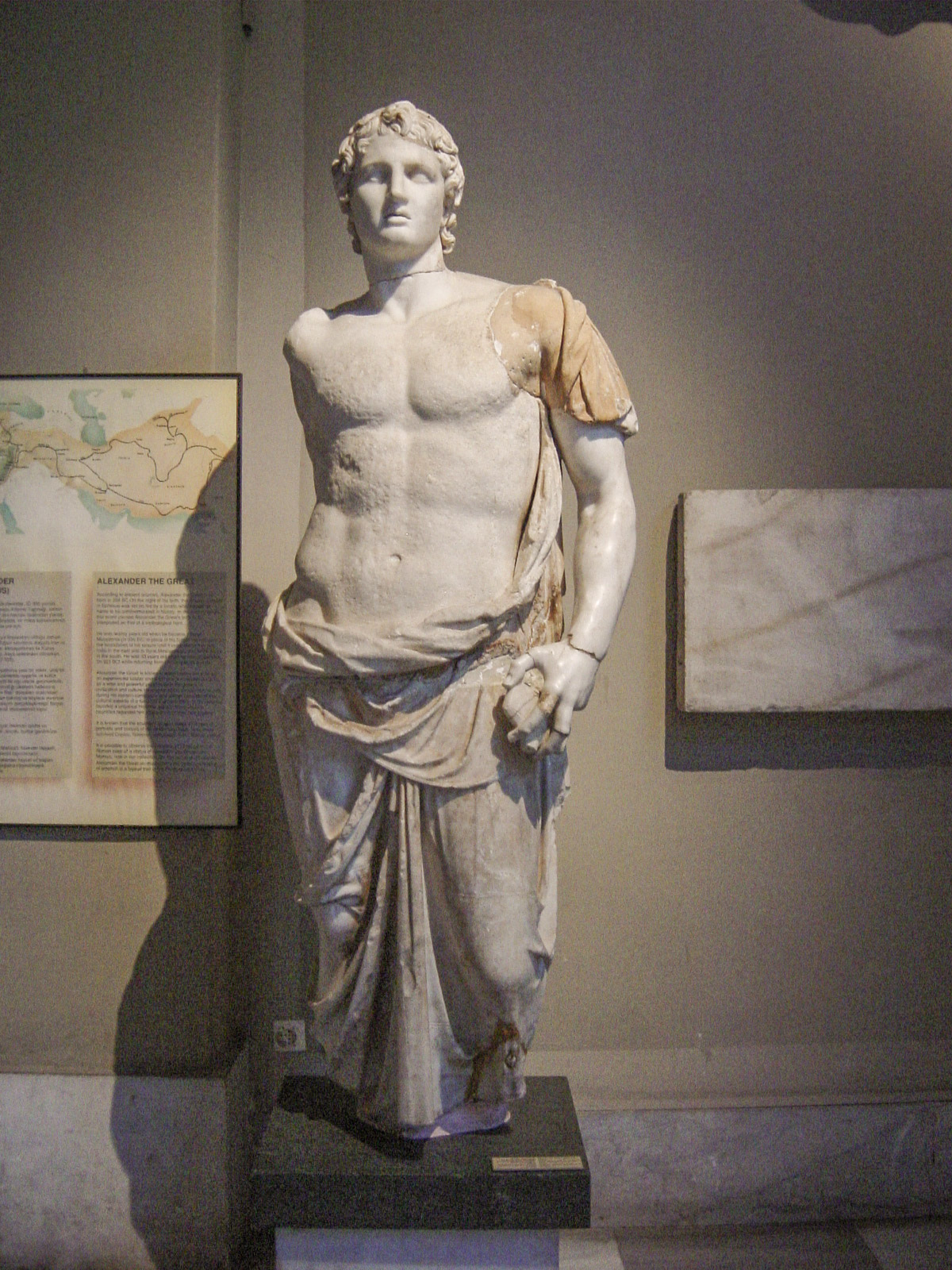
亚历山大大帝雕像

41°00′42″N 28°58′53″E / 41.01167°N 28.98139°E
伊斯坦布尔考古博物馆（土耳其語：İstanbul Arkeoloji Müzeleri）位于土耳其伊斯坦布尔的艾米諾努区，靠近居尔哈尼公园和托卡比皇宫。
伊斯坦布尔考古博物馆由三个博物馆组成。 
1. 考古博物馆（主楼）
2. 古代东方博物馆
3. 伊斯兰艺术博物馆

伊斯坦布尔考古博物馆收藏了一百多万件文物，代表了世界历史上几乎所有的时期和文明。游客20万人。

## 历史
伊斯坦布尔考古博物馆于1891年6月13日根据帝国法令成立。这个地点原来属于托卡比皇宫的外花园。奥斯曼帝国的各省总督将发现的文物送往首都，因此该博物馆拥有丰富的收藏。当该馆在1991年成立100周年时，获得欧洲理事会博物馆奖。 
主楼的兴建开始于1881年，1908年形成目前的新希腊风格。该建筑的立面的灵感来自于馆内的亞歷山大石棺和哀悼的妇女石棺。它是伊斯坦布尔新古典主义风格的著名建筑之一。 
古代东方博物馆的建筑建于1883年，最初是一个美术学校，1935年改为博物馆。
伊斯兰艺术博物馆由苏丹穆罕默德二世建于1472年。它是伊斯坦布尔最古老的奧斯曼特色民用建筑之一，是托普卡帕宫外花园的一部分。1875年和1891年之间为帝国博物馆，直至新建成的主楼建成。1953年作为土耳其和伊斯兰艺术博物馆对公众开放，后来并入伊斯坦布尔考古博物馆中。

## 收藏
该博物馆有大量的土耳其,希腊和罗马文物收藏。最突出的展出文物包括： 
- 华丽的亞歷山大石棺，在西顿发现，曾被认为是为亚历山大大帝预备的，是该博物馆最有名的展品之一。[3]
- 哭泣的妇女石棺，也发现在西顿
- 塔布尼特石棺（英语：Sarcophagi of Tabnit）和總督的石棺
- 吕基亚大墓
- 巴比伦伊什塔尔门的琉璃砖
- 罗马时代末期以前的古代雕像，来自阿芙洛狄希亞, 以弗所和米利都
- 青少年雕像（英语：Ephebos）
- 帕加馬祭壇的部分雕像

- 摩索拉斯王陵墓狮子雕像
- 君士坦丁堡赛马场蛇柱的蛇头
- 地母神库柏勒像
- 亚历山大大帝和宙斯的胸像
- 阿索斯雅典娜神庙片段
- 特洛伊展览
- 80万奥斯曼帝国硬币，印章，装饰和奖牌

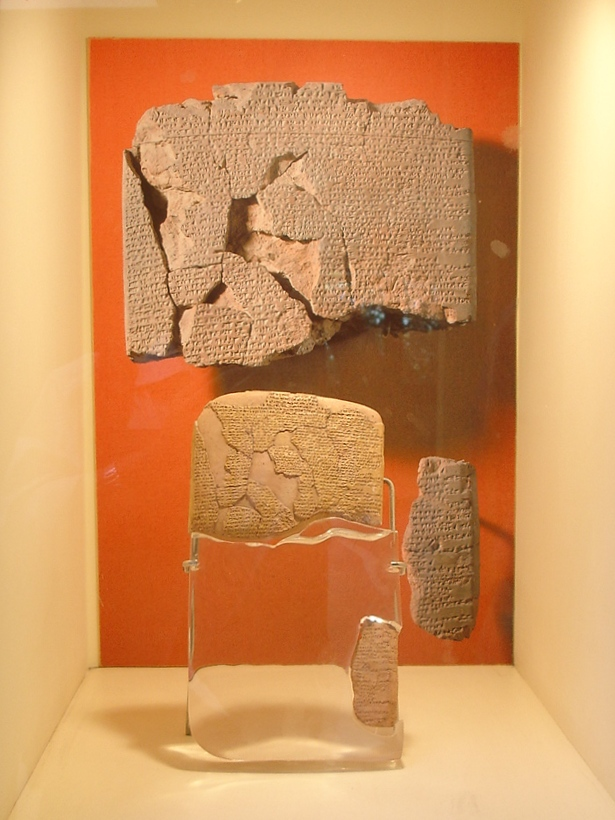
卡迭石和约

- 埃及拉美西斯二世与赫梯帝国的哈杜西勒三世签订的卡迭石和约（公元前1258年），是世界上已知的最古老的和平条约
- 亚述王阿達德尼拉里三世方尖碑
- 75,000件档案，包含楔形文字
- 安纳托利亚，美索不达米亚，阿拉伯和埃及早期文明的文物
- 西羅亞碑文（英语：Siloam inscription）,2007年7月以色列要求其返回 成为头条新闻[4]

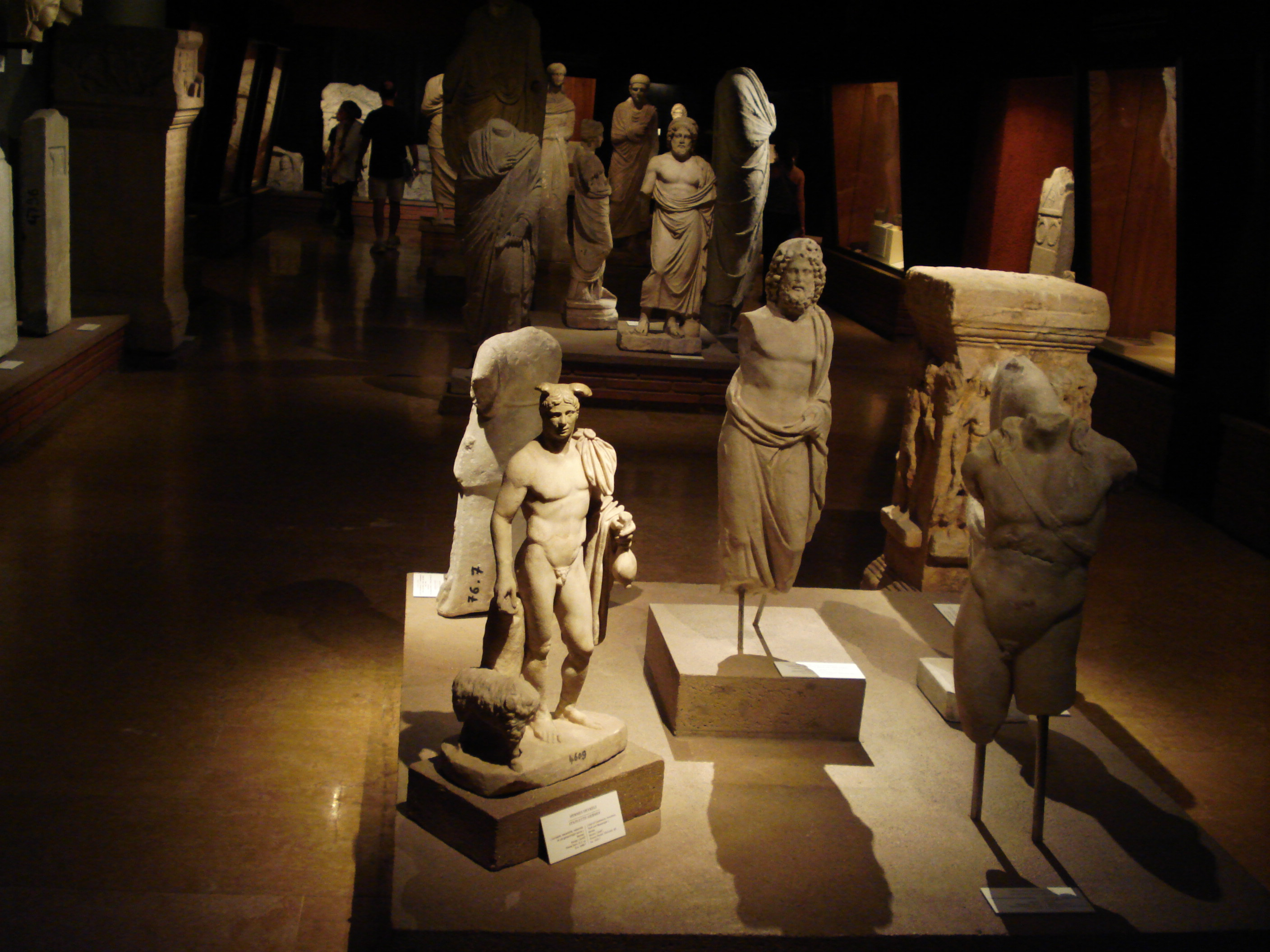
古希腊展览
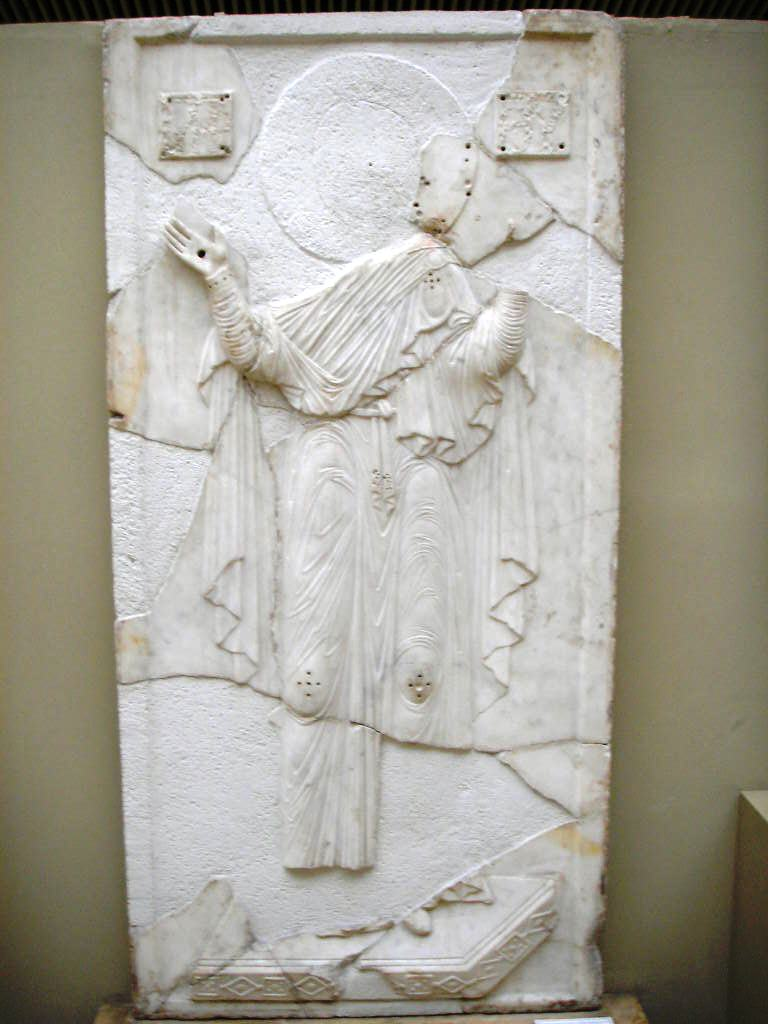
圣母在祈祷
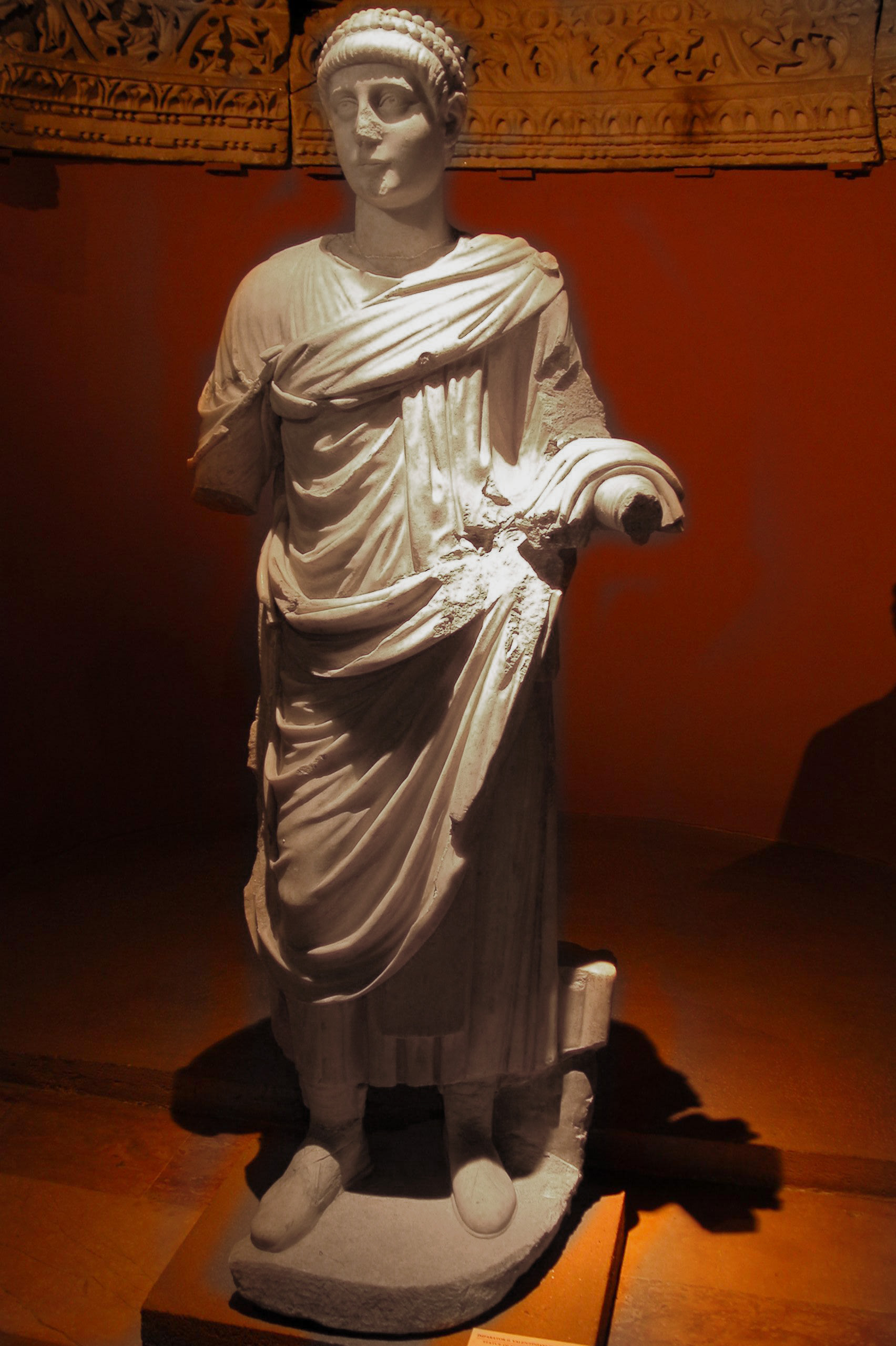
罗马皇帝瓦倫提尼安二世雕像
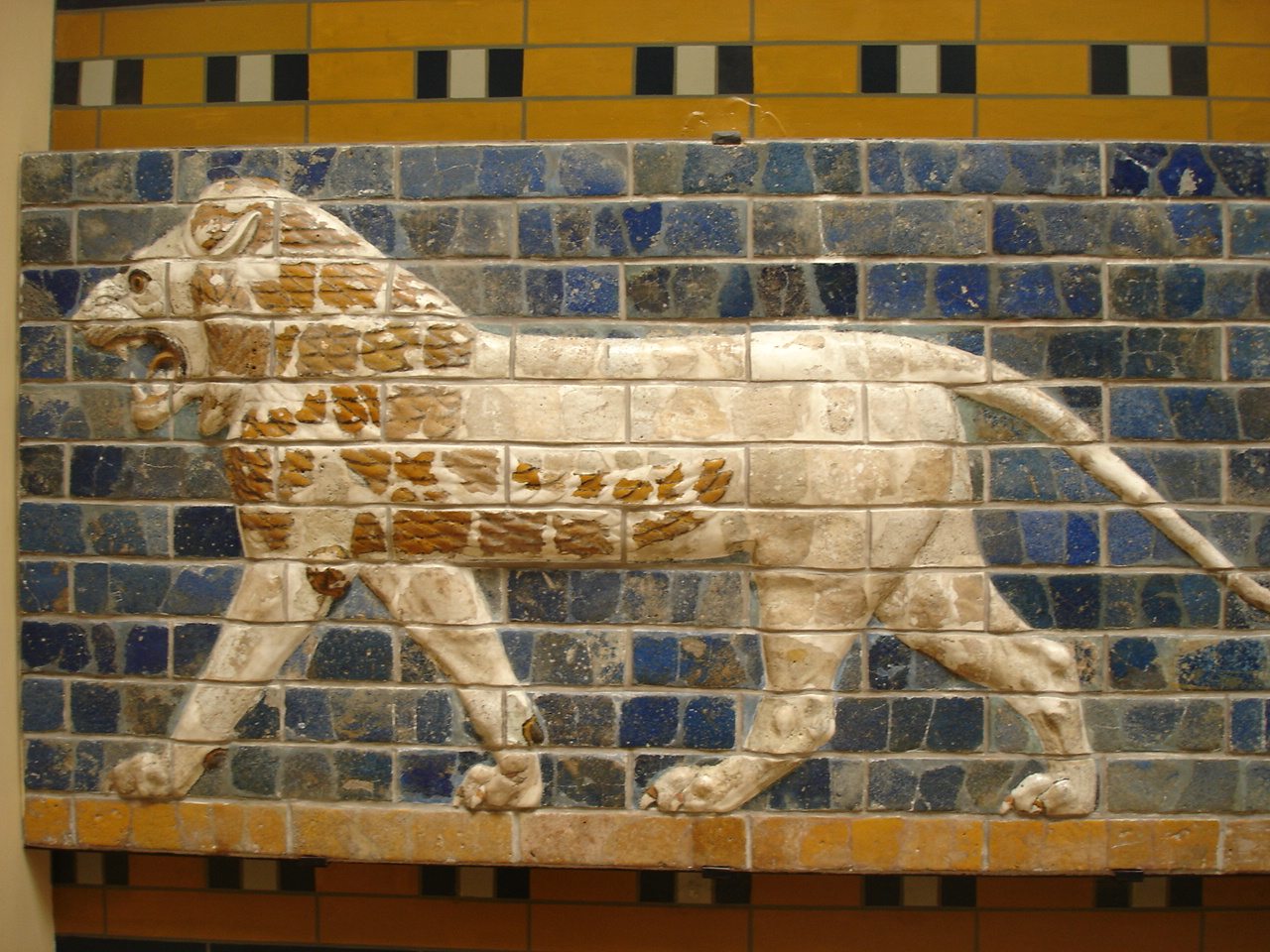
伊什塔尔门的琉璃砖
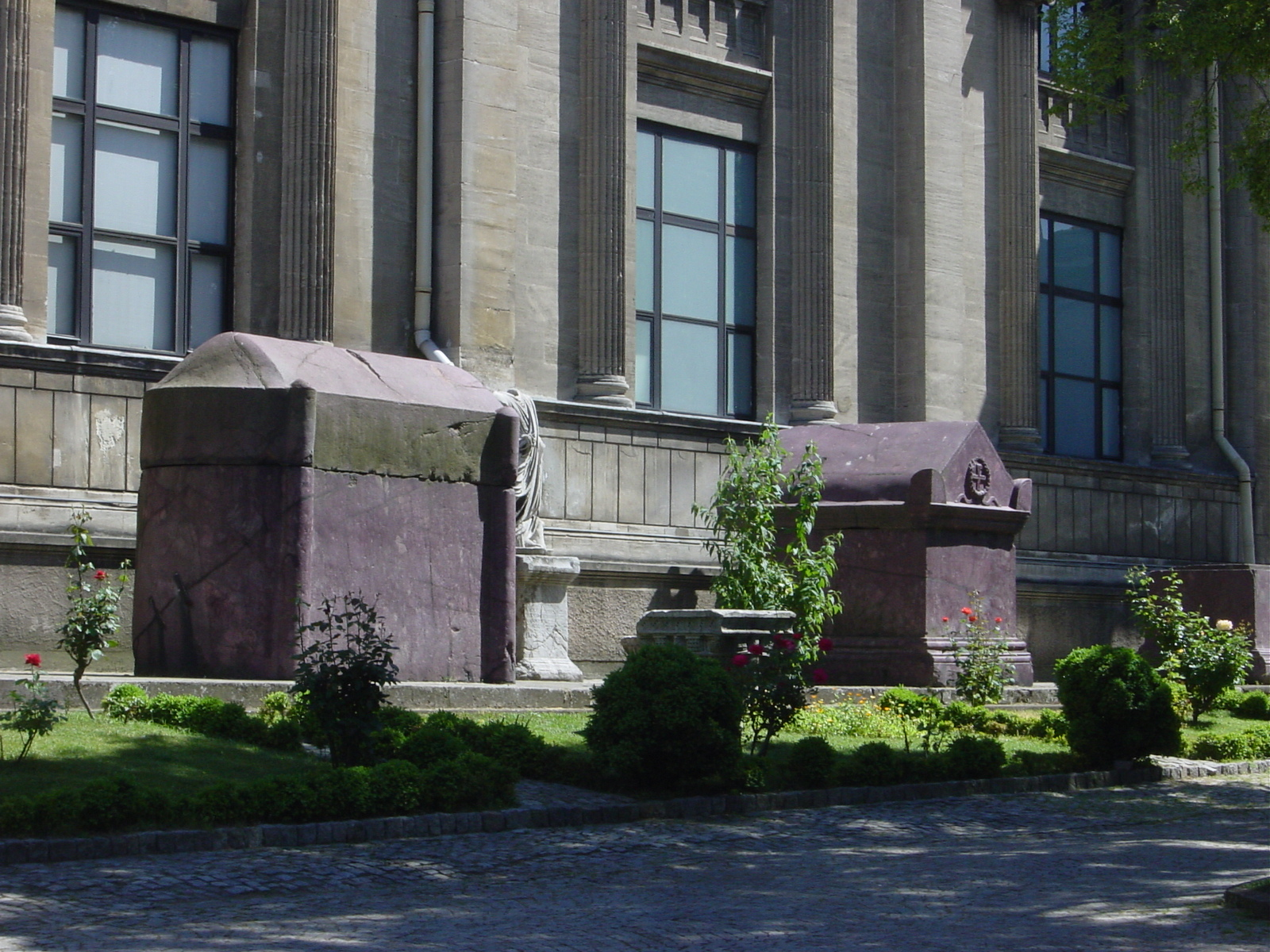
拜占庭皇帝石棺

## 外部連結
- Istanbul Archaeological Museums （页面存档备份，存于）
- Istanbul Archaeology Museum page （页面存档备份，存于） at the Turkish Ministry of Culture and Tourism website
- Museum of Architecture – Istanbul Archaeology Museum